# 崔枫林
崔枫林（1960年10月—），男，河南唐河人，中华人民共和国政治人物。曾任辽宁省审计厅厅长、本溪市市长、市委书记、辽宁省副省长兼省国资委书记，现任辽宁省人大常委会副主任。

## 生平
1979年9月参加工作，1981年4月加入中国共产党。1982年毕业于大连陆军学校指挥专业。1982年8月到1990年4月在大连陆军学院干部处、运筹教研室担任干事、教员。
1990年4月，任辽宁省计经委人事处科员、副主任科员（1991年8月至1993年12月在中央党校学习经济）。
1995年4月，任辽宁省投资集团公司人事部部长（1992年9月至1995年8月在夏威夷大学工商管理专业研究生班在职学习）。1996年6月，任辽宁省建设投资公司分党组成员。1997年12月，任辽宁创业（投资）集团有限责任公司总经理助理兼辽宁创业建设有限公司董事长。
1998年11月，任葫芦岛市市长助理、党组成员。2000年1月，任葫芦岛市副市长。2005年9月，任葫芦岛市委常委、常务副市长。2009年9月，兼任辽宁锦化集团有限责任公司董事长。2010年2月，任葫芦岛市委副书记、市委党校校长兼辽宁锦化集团有限责任公司董事长。2011年5月，任中共葫芦岛市委副书记、市委党校校长。
2013年3月，任辽宁省审计厅厅长。
2015年6月，任本溪市委副书记、代市长。2016年1月，任本溪市市长；2016年6月，任中共本溪市委书记。
2017年3月，任辽宁省人民政府副省长、党组成员，省国资委书记。负责工业和信息化、国企国资改革发展、民政、生态环境、退役军人事务、人防、通信等方面工作。
2021年1月25日，因工作变动，崔枫林辞去辽宁省人民政府副省长职务，任辽宁省人大常委会副主任。